# 雲寶 (阿拉巴馬州)
雲寶（英語：Rainbow）是一個位於美國阿拉巴馬州麥迪遜縣的非建制地區。該地的面積和人口皆未知。

## 地理
雲寶的座標為34°45′09″N 86°44′11″W / 34.75250°N 86.73639°W，而該地的平均海拔高度為239米（即784英尺）。